# Lake Santee (Indiana)
Lake Santee es un lugar designado por el censo ubicado en el condado de Decatur en el estado estadounidense de Indiana. En el Censo de 2010 tenía una población de 820 habitantes y una densidad poblacional de 112,15 personas por km².

## Geografía
Lake Santee se encuentra ubicado en las coordenadas 39°24′37″N 85°18′28″O / 39.41028, -85.30778. Según la Oficina del Censo de los Estados Unidos, Lake Santee tiene una superficie total de 7.31 km², de la cual 6.39 km² corresponden a tierra firme y (12.61%) 0.92 km² es agua.

## Demografía
Según el censo de 2010, había 820 personas residiendo en Lake Santee. La densidad de población era de 112,15 hab./km². De los 820 habitantes, Lake Santee estaba compuesto por el 97.07% blancos, el 1.22% eran afroamericanos, el 0.12% eran amerindios, el 0.12% eran asiáticos, el 0% eran isleños del Pacífico, el 0% eran de otras razas y el 1.46% pertenecían a dos o más razas. Del total de la población el 1.46% eran hispanos o latinos de cualquier raza.